# Sminthopsis archeri
Sminthopsis archeri — вид родини сумчастих хижаків, який мешкає на північному сході Австралії (Кейп-Йорк) й на півдні острова Нова Гвінея, тільки в Папуа Новій Гвінеї. Вид відомий за 16 зразками зібраними в Новій Гвінеї та 14 зразками зібраними в Австралії. Живе приблизно на рівні моря у високих евкаліптових лісах, в червоноземних лісах розміщених на латерито-бокситовому плато. У Новій Гвінеї зразки були зібрані в змішаних саваново-лучних місцевостях. Вага: 16 гр.

## Етимологія
Вид названий на честь професора Майкла Арчера (англ. Michael Archer, р.н. 1945), який народився в Сіднеї, Австралія, і мав два громадянства: австралійське й американське. Закінчив Принстонський університет в 1967 році. Він отримав ступінь доктора філософії в області зоології в Університеті Західної Австралії в 1976 році. З 1972 по 1978 рік був куратор ссавців у Квінслендському Музеї. У 1978 році він вступив в Університеті Нового Південного Уельсу (УНПУ). Після помітної академічної кар'єри з багатьма студентами докторами філософії, він був призначений директором Австралійського музею, в якому займав цю посаду з 1999 по 2004 рік. У 2004 році він був призначений деканом факультету природничих наук в УНПУ. Він провів рівну кількість часу за вивченням палеонтології хребетних і сучасної мамології, видавши сотні книг, наукових праць, компакт-дисків і документальних фільмів в обох областях, в тому числі Carnivorous Marsupials (1982), Vertebrate Zoogeography and Evolution (1984), Possums and Opossums: Studies in Evolution (1987) і Going Native (2005). Був удостоєний багатьох академічних почестей, таких як Премія Евріки за сприяння науці і ряд професійних стипендій у тому числі Австралійської академії наук.

## Загрози та охорона
Загрози для цього виду невідомі, але він може знаходитись під загрозою хижацтва від кішок і собак. Вид був зареєстрований на охоронних територіях.